# Simaba insignis
Simaba insignis är en bittervedsväxtart som beskrevs av A. St.-hil. & Tul.. Simaba insignis ingår i släktet Simaba och familjen bittervedsväxter. Inga underarter finns listade i Catalogue of Life.